# ياسو نايتو
ياسو نايتو (باليابانية: 内藤靖雄) هو مسؤول ياباني، ولد في 1942.

## وصلات خارجية
- ياسو نايتو على موقع أوليمبيديا (الإنجليزية)